# Крючкова Світлана Миколаївна
Світлана Миколаївна Крючкова (рос. Крючкова Светлана Николаевна; нар. 22 червня 1950, м. Кишинів, Молдавська РСР) — радянська і російська акторка театру і кіно, режисерка. Заслужена артистка РРФСР (1983). Народна артистка РРФСР (1991). Лауреатка ряду кінопремій.

## Життєпис

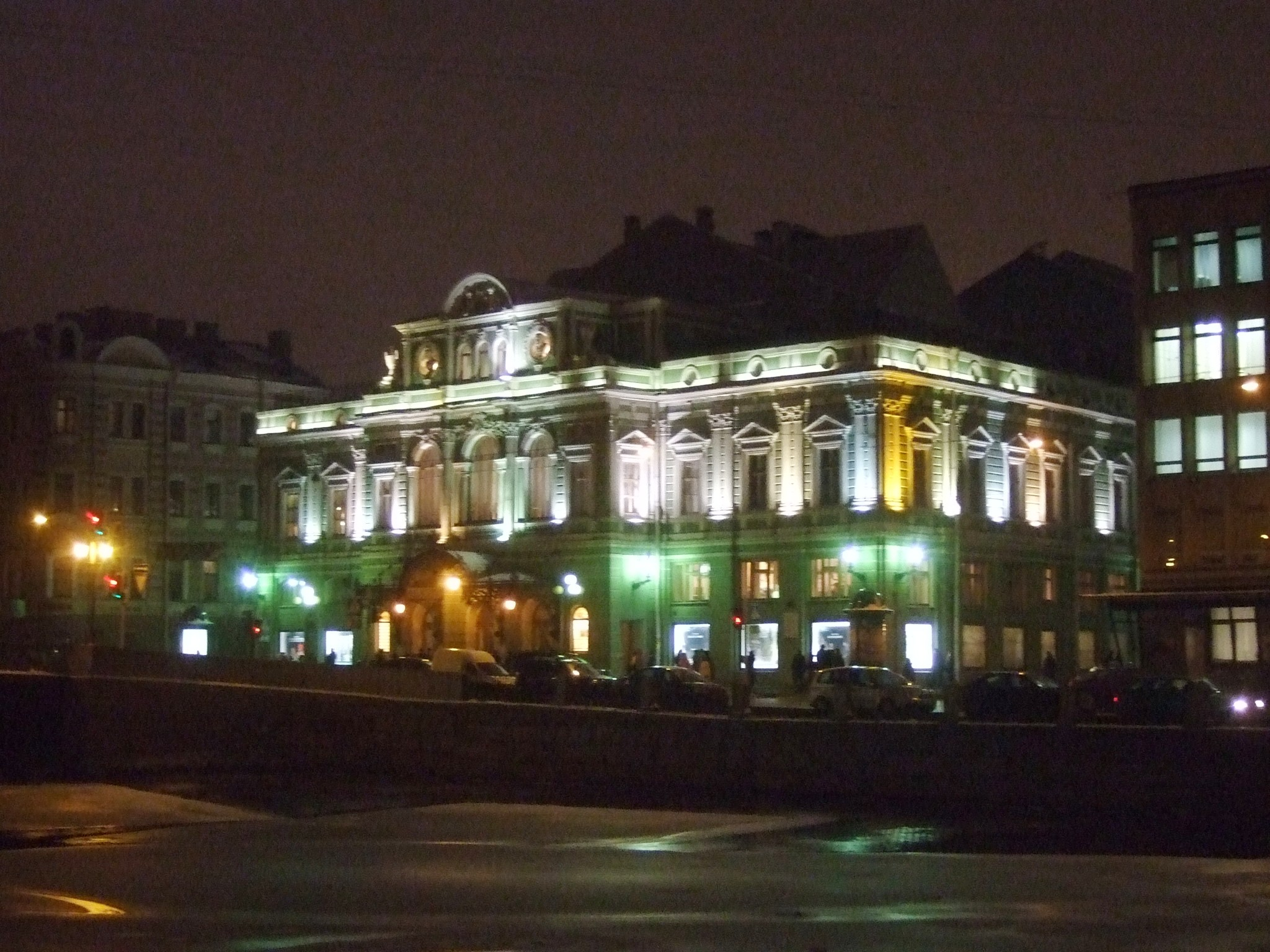
ВДТ імені Товстоногова, фасад з боку річки Фонтанки

Народилася 22 червня 1950 року у місті Кишинів (Молдавська РСР) в родині військовика. Батько був слідчим НКВС, мати працювала у відділі кадрів.
Працювати почала у 17 років обчислювачкою в ЦСУ Молдавської РСР.
Переїхала до Москви, два роки вступала до театральних вишів, закінчила Школу-студію МХАТ (1973). По закінченні — акторка МХАТу ім. Максима Горького.
З 1973 р. — акторка Великого драматичного театру в Ленінграді.
Спробувала себе як театральна режисерка. Викладачка, професор і майстриня акторського курсу у Санкт-Петербурзькому Університеті профспілок (кафедра професора З. Я. Корогодського). З 2003 року на базі випускників курсу створено «Театр-студію під керівництвом Світлани Крючкової».
Любить поезію і час від часу виступає з поетичними вечорами та моновиставами.

## Творчий внесок

### Театр
- «Останні дні» за М. Булгаковим, 1974
- «Синій птах» за Метерлінком, 1974
- «Тихий Дон» за Шолоховим, 1977
- «Вовки і вівці» за Островським, 1980
- «На дні» за М. Горьким, 1989
- «Вишневий сад» за А. Чеховим, 1993
- «Мамаша Кураж і її діти», 1997
- «Прекрасний, чудовий Божий світ» за Фугардом, 2000
- «Квартет» за Р. Харвудом, 2003
- «Васса Желєзнова», 2006

### Фільмографія
- «Велика перерва» (1972)
- «Двоє в дорозі» (1973)
- «Жили три холостяка» (1973)
- «Виліт затримується» (1974)
- «Три дні в Москві» (1974)
- «Подія» (1974)
- «Друзі мої…» (1974)
- «Премія» (1974)
- «Пошехонська старовина» (1975)
- «Не може бути!» (1975)
- «Довгі версти війни» (1975)
- «Старший син» (1975)
- «Завжди зі мною…» (1976)
- «Освідчення в коханні» (1977)
- «Одруження» (1977)
- «Безіменна зірка» (1978)
- «Пані Марія» (1979)
- «Друга весна» (1979)
- «Рідня» (1981)
- «Товариш Іннокентій» (1981)
- «Пригоди Шерлока Холмса і доктора Ватсона: Собака Баскервілів» (1981)
- «Опудало» (1983)
- «Унікум» (1983)
- «Гори, гори ясно...» (1983)
- «Якщо вірити Лопотухіну...» (1983)
- «Ольга і Костянтин» (1984)
- «Вийти заміж за капітана» (1985)
- «Змієлов» (1985)
- «Я тебе ненавиджу» (1986)
- «Кур'єр» (1986)
- «Життя Кліма Самгіна» (1987)
- «Воно» (1989)
- «Князь Удача Андрійович» (1989)
- «Це було біля моря» (1989)
- «СВ. Спальний вагон» (1989)
- «Царське полювання» (1990)
- «Мій чоловік — іншопланетянин» (1990)
- «Чи винна я?» (1991)
- «Стомлені сонцем» (1994)
- «Грішне кохання» (1997)
- «Тоталітарний роман» (1999)
- «Старі шкапи» (2000)
- «Срібне весілля» (2001)
- «П'ятий янгол» (2003)
- «Брежнєв» (2005, телесеріал)
- «Ліквідація» (2007,телесеріал)
- «Юнкера» (2007, телесеріал)
- «Місяць у зеніті» (2007, Анна Ахматова)
- «Сонька — Золота Ручка» (2007, телесеріал)
- «Поховайте мене за плінтусом» (2009)
- «Півтори кімнати, або Сентиментальна подорож на батьківщину» (2009)
- «Родинний будинок» (2010)
- «Прихильниця» (2012)
- «F63.9 Хвороба кохання» (2013)
- Шерлок Холмс (2013, телесеріал)
- «Одеський пароплав» (2019) та ін.

В українських стрічках:
- «Світла особистість» (1988, Сегіділья)
- «Мистецтво жити в Одесі» (1989, тьотя Хава)
- «Перший поверх» (1990)
- «В тій царині небес» (1992)

## Нагороди
- Медаль Пушкіна (2009 р.).
- Лауреатка кінопремії «Ніка» 1990 и 2010 рр.